# Isidore Haiblum
Isidore Haiblum (geboren am 23. Mai 1935 in New York City; gestorben am 25. Oktober 2012 ebenda) war ein amerikanischer Science-Fiction- und Krimi-Autor.

## Leben
Haiblum wuchs als Sohn von Alex Haiblum und Sara, geborene Jijmerskaia, in jiddischsprachigem Umfeld in Brooklyn auf. Er studierte Englisch und Sozialwissenschaften am City College of New York, wo er 1958 mit dem Bachelor abschloss. Von 1959 bis 1964 diente er in der United States Army Reserve, danach arbeitete er in verschiedenen Berufen, darunter Interviewer, Drehbuchautor und Agent eines Folksängers.
Seinen ersten Roman The Return verkaufte er 1970, erschienen ist dieser jedoch erst 1973, nach The Tsaddik of the Seven Wonders (1971). Seither war er freier Schriftsteller.
1994 heiratete er Ruth Aleskovsky. Nach einem Schlaganfall 2008 konnte er nicht mehr schreiben. 2012 starb er im Alter von 77 Jahren.
Kennzeichnend für seine Romane sind der jiddische Humor und die Mischung von Genre-Elementen aus Science-Fiction bzw. den Hardboiled Detectives der 1930er Jahre mit Elementen jüdischer Kultur und Überlieferung, so in The Tsaddik of the Seven Wonders, dem „ersten jiddischen Science-Fantasy-Roman“, oder in Murder in Yiddish (1988).
Neben Übersetzungen ins Deutsche wurden seine Romane ins Französische, Italienische, Hebräische und Spanische übersetzt.
1972 wurde The Tsaddik of the Seven Wonders für den Mythopoeic Award nominiert.

## Bibliographie
Serien
Gunjer / Happy City
- 1 Interworld (1977)
  - Deutsch: Interwelt. Moewig (Terra Taschenbuch #367), 1985, ISBN 3-8118-3407-X.
- 2 Outerworld (1979)
- 3 Specterworld (1991)
- 4 Crystalworld (1992)

Siscoe and Block
- 1 The Identity Plunderers (1984)
- 2 The Hand of Ganz (1985)

The Mutants Are Coming
- 1 The Mutants Are Coming (1984)
  - Deutsch: Die Mutanten kommen. Moewig (Terra Taschenbuch #371), 1986, ISBN 3-8118-3411-8.
- 2 Out of Sync (1990)

Romane
- The Tsaddik of the Seven Wonders (1971)
  - Deutsch: Der Zadik der sieben Wunder. Übersetzt von Ingrid Herrmann. Heyne SF&F #5101, 1994, ISBN 3-453-07266-9.
- The Return (1973)
  - Deutsch: Die Rückkehr des Astronauten. Moewig (Terra Taschenbuch #348), 1982.
- Transfer To Yesterday (1973)
- The Wilk Are Among Us (1975)
- Nightmare Express (1979)
- Murder in Yiddish (1988)
- Bad Neighbors (1990)

Sachliteratur
- Faster Than a Speeding Bullet (1980, mit Stuart Silver)